# Hatigoria praeiens
Hatigoria praeiens är en insektsart som beskrevs av William Lucas Distant 1908. Hatigoria praeiens ingår i släktet Hatigoria och familjen dvärgstritar. Inga underarter finns listade i Catalogue of Life.